# Beania asymmetrica
Beania asymmetrica är en mossdjursart som beskrevs av Harmer 1926. Beania asymmetrica ingår i släktet Beania och familjen Beaniidae. Inga underarter finns listade i Catalogue of Life.